# Moritz Schlick
Pour les articles homonymes, voir Schlick.
 (mars 2023).
Moritz Schlick , né le 14 avril 1882 à Berlin, en Allemagne, et mort le 22 juin 1936 à Vienne, en Autriche, est un philosophe allemand. 
Physicien de formation (il étudie la physique sous la direction de Max Planck), il est l’un des fondateurs du positivisme logique, qualifié de « maître à penser du Cercle de Vienne », il est l’un des premiers philosophes « analytiques ». 
Il meurt à Vienne le 22 juin 1936 assassiné par un de ses anciens étudiants « de plusieurs coups de pistolet sur les marches de l’Université de Vienne ».

## Biographie
Originaire d'une famille aisée, Schlick étudie la physique à Heidelberg, puis finalement à Berlin, comme élève de Max Planck,. Il passe son doctorat en 1904 avec la thèse Über die Reflexion des Lichts in einer inhomogenen Schicht (« Sur la réflexion de la lumière dans les milieux non homogènes »). En 1907, il publie un opuscule sur l’eudémonisme : Lebensweisheit. Versuch einer Glückseligkeitslehre (La sagesse de la vie. Essai d’une théorie de la félicité). 
Son ouvrage d’habilitation, Das Wesen der Wahrheit nach der modernen Logik (La nature de la vérité selon la logique moderne), paraît en 1910. Suivirent plusieurs essais sur l'esthétique, avant que Schlick ne tourne son attention vers des problèmes d'épistémologie, de philosophie des sciences, et de questions plus générales concernant la science. Il se distingua dans cette dernière catégorie en publiant en 1915 un article à propos de la théorie de la relativité, un sujet d’à peine 10 ans, article dont Einstein dira que c’est l’un des meilleurs sur le sujet, estimant ainsi « que rien d’aussi clair n’[avait] jamais été écrit du point de vue philosophique ». Il publie également Raum und Zeit in der gegenwärtigen Physik (« L'espace et le temps dans la physique moderne »), où il traite plus systématiquement de la physique post-newtonienne.
En 1922, Schlick devient professeur de philosophie des sciences inductives à l'université de Vienne, après deux postes insatisfaisants à Rostock et Kiel. Dans la même période surviennent deux événements qui vont marquer le reste de sa vie. Premièrement, un groupe de philosophes et de scientifiques (incluant entre autres Rudolf Carnap, Herbert Feigl, Kurt Gödel, Hans Hahn, Otto Neurath, et Friedrich Waismann) suggère à Schlick qu'ils se réunissent régulièrement pour discuter science et philosophie. Ils s'intitulent initialement la Société Ernst Mach, mais sont ensuite exclusivement connus sous le nom de Cercle de Vienne. Le second grand événement est la publication en 1921 du Tractatus logico-philosophicus de Ludwig Wittgenstein, un opuscule lapidaire et brillant qui soutient, parmi d'autres éléments, une théorie du symbolisme et une théorie du langage comme image.
Schlick et son groupe sont passionnés par l'ouvrage : ils en font un sujet de discussion de presque toutes leurs réunions. Schlick contacte même Wittgenstein en 1924 et glorifie les vertus du livre de l'Autrichien auprès de ses proches du Cercle. Finalement Wittgenstein accepte de rencontrer Schlick et Waismann pour parler du Tractatus et d'autres idées. Via l'influence de Schlick, Wittgenstein est encouragé à revenir à la philosophie, qu'il avait alors délaissée depuis quelques années. C'est partiellement sous l'influence de Schlick que Wittgenstein commence à rédiger les réflexions qui formèrent plus tard la « seconde » philosophie de Wittgenstein. Les rencontres entre Schlick, Waissmann et Wittgenstein continuent jusqu’à ce que ce dernier soupçonne Carnap d'avoir utilisé certaines de ses idées sans sa permission dans un essai. L'auteur du Tractatus maintient des conversations épistolaires avec Schlick, mais ses rapports formels avec le Cercle de Vienne se terminent en 1932.
Entre 1918 et 1925, Schlick travaille sur sa Allgemeine Erkenntnislehre (« Théorie générale de la connaissance »), et, bien que les développements ultérieurs de sa philosophie vont rendre nombre de ses positions épistémologiques intenables, sa Théorie générale est peut-être sa plus grande œuvre pour ce qui est de sa critique de la connaissance synthétique a priori.
Schlick travaille ensuite de 1926 à 1930 pour finir ses Problèmes d'éthique (Fragen der Ethik), par lesquels il surprend certains de ses compagnons en intégrant l'éthique dans les branches viables de la philosophie. Pendant la même période, la Société Ernst Mach publie la fameuse « brochure jaune » : La Conception scientifique du monde, Le Cercle de Vienne. L’article, cosigné par Carnap, Hahn et Neurath, présentait la position farouchement anti-métaphysique qui caractérisait le Cercle de Vienne et rendait, dans sa préface, un hommage explicite à Schlick.

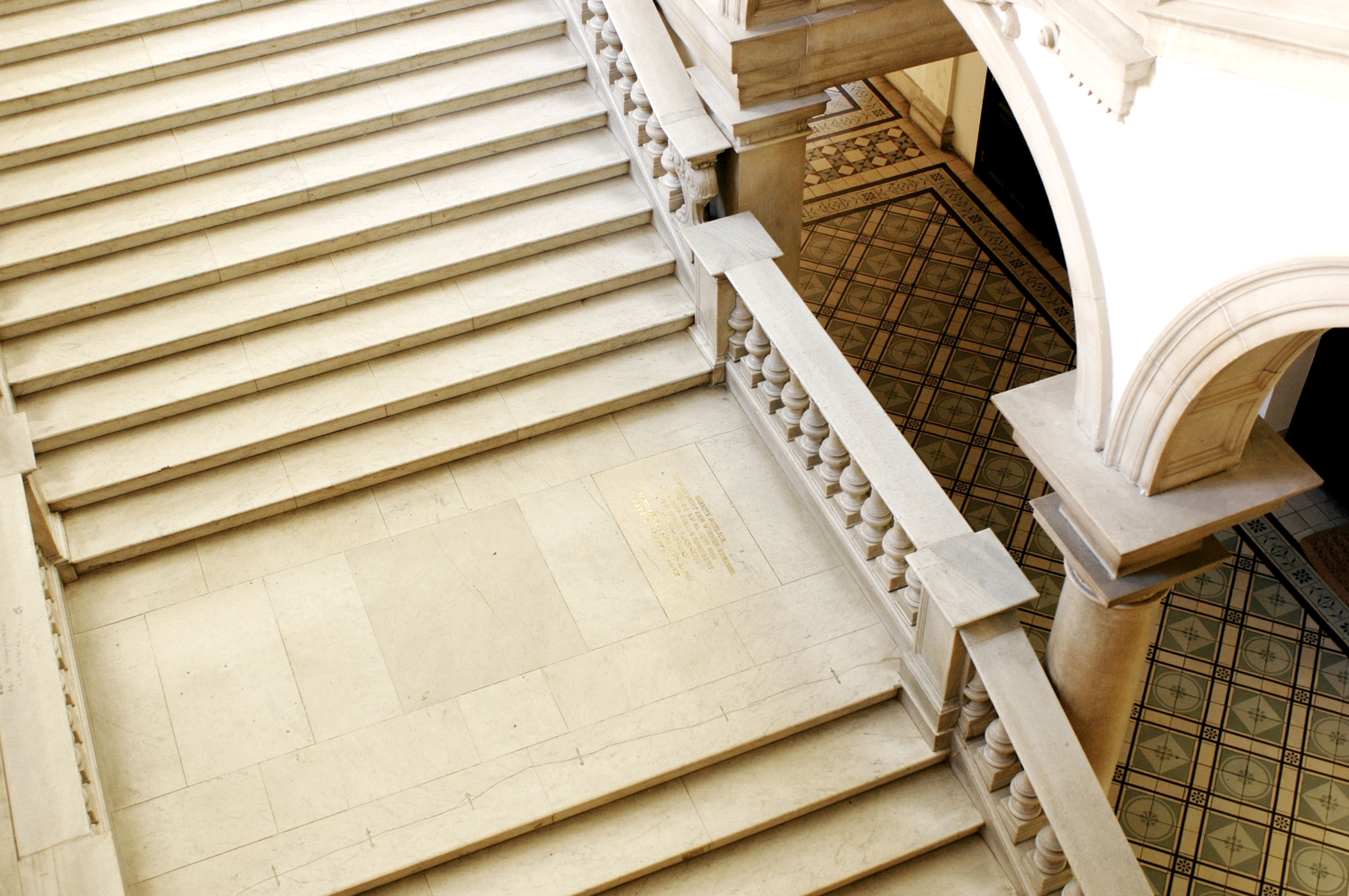
Plaque sur le sol de l'escalier de l’Université de Vienne où Moritz Schlick fut assassiné.

Face à la montée du nazisme en Allemagne et en Autriche, de nombreux membres du Cercle quittent le continent pour les États-Unis ou le Royaume-Uni. Toutefois Schlick demeure à l'université de Vienne : quand il reçoit la visite de Herbert Feigl en 1935, il exprime de la stupéfaction face aux événements ayant lieu en Allemagne. Le 22 juin 1936, alors qu'il monte les marches de l'université pour se rendre à un cours, Schlick est confronté à un ancien étudiant, Johann Nelböck, qui sort un pistolet et lui tire en pleine poitrine. Schlick meurt peu de temps après. L'étudiant est jugé et condamné. Bien que Schlick ne fût pas juif, mais protestant, la presse d'extrême-droite l'assimila aux milieux juifs et fit de son assassin un héros. Après l'Anschluss, Nelböck obtiendra une grâce, légèrement retardée, après avoir revendiqué l'assassinat d'un « juif ».

« Si nous avons besoin d'une règle de vie, que ce soit celle-ci : « Préserve l'esprit de
jeunesse ! » Car il est le sens de la vie. »

— Moritz Schlick , Du sens de la vie

## La pensée de Schlick

### Critique du kantisme
Dans l'une de ses premières œuvres, Raum und Zeit in der gegenwärtigen Physik (1917), Schlick présente un examen critique  des propositions synthétiques a priori sur l'espace et le temps telles qu'elles sont définies dans le transcendantalisme kantien. Suivant Poincaré et von Helmholtz, il fait reposer en premier lieu cet examen sur les changements provoqués par la théorie de la relativité dans les définitions et les principes de la physique classique. Schlick pensait, en accord avec l'opinion scientifique de son temps, que Kant avait cherché à établir la validité absolue de la mécanique newtonienne au moyen des formes transcendantales de l'intuition et de l'entendement : il aurait considéré les présupposés et les principes premiers de la mécanique classique comme des vérités nécessaires à propos de la réalité empirique, autrement dit, comme des propositions synthétiques a priori. Ce sont les mathématiciens qui, les premiers, ébranlèrent cette théorie ; puis le doute fut également jeté sur la qualité synthétique a priori des lois générales de la physique. Finalement, la théorie de la relativité rompit entièrement avec cette idée du fondement de la physique newtonienne. En effet, d'après la théorie de la relativité, les énoncés sur les états physiques (y compris ceux qui portent sur l'espace et le temps) sont, en conséquence des méthodes utilisées par les sciences naturelles, de caractère empirique : ce sont des propositions synthétiques a posteriori. De plus, vers la même époque, Poincaré montra qu'il était possible d'interpréter les lois universelles de la nature, tels que les jugements de connaissance relatifs à l'espace physique, comme des propositions analytiques ou conventionnelles. Il mit ainsi en évidence la nature conventionnelle de certaines étapes de la méthodologie de la recherche empirique.
Cette critique systématique, d'abord limitée aux problèmes de la fondation des mathématiques et des sciences naturelles, fut étendue par Schlick aux problèmes élémentaires de la connaissance humaine. Cette extension est le trait principal de sa pensée à cette époque, illustrée par Allgemeine Erkenntnislehre (1918) : Schlick y fait une étude critique de toutes les propositions que Kant et ses successeurs décrivirent comme synthétiques a priori. Il parvient à la conclusion que ces propositions peuvent être formulées soit comme des vérités logiques nécessaires, et elles sont donc des propositions analytiques ; soit comme des jugements de connaissance possédant un contenu réel, et elles sont donc des propositions empiriques ou synthétiques a posteriori. Par conséquent, il n'y a pas de propositions synthétiques a priori.
Néanmoins, Schlick, en étudiant les théories fondationnalistes en logique et en mathématiques et, en particulier, le formalisme de David Hilbert, en vint à concéder que, dans le champ logico-mathématique, la question de la possibilité de propositions synthétiques a priori restait ouverte et devait le rester : nous ne sommes pas en mesure de parvenir à une position finale sur cette question. Mais, si même de telles propositions nécessairement valides existaient dans le domaine de la logique et des mathématiques (dans la perspective de l'intuitionisme mathématique par exemple), il reste que, selon Schlick, ces propositions ne peuvent en aucun cas être interprétées comme des jugements de connaissance absolus et valides portant sur la réalité empirique du monde.

### Un réalisme critique
Par cette critique des propositions synthétiques a priori, Schlick rejette tant la conception kantienne de la connaissance scientifique que la thèse plus générale de la possibilité de connaissances synthétiques réellement a priori, ce qui a pour conséquence le rejet de la prétention de la métaphysique à se constituer comme science (ce qui était l'objet et le but annoncés par Kant au début de sa Critique de la raison pure). Schlick va alors proposer une nouvelle théorie de la connaissance, reposant sur la distinction de l'empirique (connaissance synthétique) et de l'analytique, et dont le critère de vérité devra être déterminé par l'examen des propositions qui constituent les sciences.
Selon Schlick, l'épistémologie, lorsqu'il s'agit de chercher le critère de la réalité, ne requiert pas en premier lieu une connaissance absolument vraie de la réalité. Par exemple, la méthode cartésienne du doute conduit seulement à s'assurer des données immédiates de l'expérience, mais la certitude de ces données n'est en aucune manière suffisante pour répondre à la question de savoir ce qui est réel. Au lieu de chercher une connaissance absolument certaine, Schlick estime qu'il faut se tourner vers les systèmes de propositions par lesquels la science s'efforce de décrire la réalité, et, par un examen critique, éliminer de ces systèmes toutes les propositions qui peuvent être démontrées fausses. Et, s'il reste un système, alors c'est celui-là qui peint la réalité exactement telle qu'elle est. Par réalité dépeinte par les sciences naturelles, il faut entendre le genre de phénomènes décrits par des propositions spatio-temporelles vraies. Ainsi déterminés, Schlick identifie ces objets de la connaissance empirique à la chose en soi de Kant, et il désigne cette position philosophique qu'il défend par l'expression de réalisme critique.
Selon Schlick, la méthode par laquelle il est possible de parvenir à une connaissance de l'ordre spatio-temporel du monde possède cette particularité que, tandis que la vérité des propositions relatives à la réalité empirique et objective ne peut en principe être établie que de manière hypothétique, la fausseté de ces propositions peut, dans certains cas, être démontrée une bonne fois pour toutes. 20 ans plus tard, Karl Popper proposera une théorie asymétrique similaire, en attribuant une forme de certitude à la réfutation des lois naturelles, par opposition au caractère douteux de leur vérification.
Dans cette première période de son développement philosophique Schlick considère le conflit entre l'idéalisme et le réalisme comme un problème factuel qu'il est possible de résoudre par un réalisme critique qu'il va chercher à développer et à justifier en déterminant de manière plus précise ce qu'il faut entendre par connaissance empirique.

### Langage, connaissance et métaphysique
Mais ce problème de la connaissance et de ses critères conduit Schlick à examiner la question suivante : comment est-il possible d'exprimer linguistiquement des connaissances ? La connaissance scientifique, qu'elle soit logico-mathématique ou empirique, se présente sous la forme d'énoncés d'une langue quelconque. Quelles conditions doivent être remplies par ces combinaisons de signes linguistiques pour que l'on puisse les tenir pour des énoncés analytiques ou empiriques ? La réponse que Schlick avança dans sa première période philosophique est que les langages qui sont utilisés dans les sciences sont conçus pour rendre possible la construction d'expressions dépourvues d'ambigüités, en sorte qu'elles puissent être dites vraies ou fausses. Mais cette possibilité du langage suppose de choisir et d'établir des règles d'après lesquelles des signes linguistiques peuvent être utilisés et réunis dans des expressions et des énoncés. Si, quand on utilise une langue, on ne prête pas attention aux règles logiques et linguistiques prévues à cet effet, les combinaisons de signes qui seront produites, bien qu'elles puissent ressembler superficiellement à des énoncés, violeront en fait les règles de combinaison dont dépendent les énoncés. En conséquence, elles n'auront pas de signification et ne pourront être ni vraies ni fausses.
Si l'on applique cette idée aux thèses de la métaphysique, il s'ensuit, selon Schlick, que l'on doit conclure que ces dernières ne sont que des séquences de signes assemblés d'une manière qui constitue une violation des règles de la logique. C'est pour cette raison que la métaphysique ne peut recevoir le statut de connaissance scientifique. D'où vient que la métaphysique méprise, dans ses formulations-mêmes, les règles logiques du langage scientifique ? Selon Schlick, la raison en est que la métaphysique, alors qu'elle s'efforce de connaître la réalité, ne cherche pas à découvrir les relations entre les grandeurs qui caractérisent les états de choses, mais à connaître seulement le contenu des phénomènes. Or, pour Schlick, seules des relations peuvent être des connaissances qui reproduisent l'ordre des phénomènes, ce qui inclut notamment le nombre, l'uniformité, la similitude, et la succession des données empiriques, aussi bien que les liaisons fonctionnelles entre les quantités mesurées. En conséquence, le contenu des phénomènes ne peut être appréhendé au moyen de relations régulières qui constituent tout ce que nous sommes en mesure de comprendre. 
Seules l'intuition et les expériences qui se rapportent à nos émotions nous permettent de nous renseigner sur le contenu effectif de la réalité. Comme la métaphysique aspire à connaître le contenu réel des choses, elle est contrainte d'utiliser des expressions empruntées aux langages des sciences d'une manière contraire à leurs règles. C'est pourquoi les thèses de la métaphysique ne peuvent présenter les caractéristiques attribuées aux propositions pourvues de signification :

« Le but de la connaissance est de nous orienter parmi les objets et de prédire leur comportement. On y parvient en découvrant leur ordre et en assignant à chacun d'eux sa place au sein de la structure du monde. S'identifier à une chose ne nous aide pas à trouver son ordre. Lorsque je regarde le ciel bleu et me perds entièrement dans sa contemplation, sans penser à rien, j'éprouve le bleu qui remplit complètement mon esprit : ils ne font plus qu'un. La conception métaphysique de la connaissance a toujours été la conception mystique de l'intuition, du contact direct et intime. Mais éprouver, c'est vivre ; ce n'est pas connaître. Tous les métaphysiciens ont tenté de nous dire ce qu'est le contenu du monde : ils ont cherché à exprimer l'inexprimable. C'est pourquoi ils ont échoué. Connaître, c'est reconnaître : je dois reconnaître cette couleur comme la couleur particulière que l'on m'a appris à nommer "bleu", ce qui implique un acte de comparaison ou d'association. La phrase "Ceci est bleu" exprime une connaissance véritable. Connaître, c'est exprimer. Il n'y a aucune connaissance inexprimable. »

### Idéalisme et réalisme
Lorsqu'il fut professeur à Vienne, Schlick fut conduit à revoir en profondeur les thèses philosophiques qu'il avait publiées avant 1922. Influencé par Wittgenstein et Carnap, il abandonna l'idée que la tâche de la philosophie consiste en l'acquisition de connaissances, et considéra que la philosophie, par l'analyse logique des concepts, des propositions et des méthodes des différentes sciences, devait parvenir à l'élucidation de la connaissance telle qu'on la trouve dans chaque science et dans les présupposés de ces dernières. Dès lors, réalisme et idéalisme n'étaient plus à ses yeux des thèses factuellement contradictoires, mais des manières différentes de parler : on peut tout au plus s'interroger sur la manière la plus simple et la plus facile de parler intelligiblement du monde empirique et des relations purement conceptuelles, mais, si l'on comprend l'opposition du réalisme et de l'idéalisme comme l'opposition de jugements de connaissance portant sur quelque chose qui existe, cette opposition apparaît alors comme un pseudo-problème auquel il n'est pas possible de donner une réponse vraie ni fausse.
Schlick appliqua cette idée à certains problèmes relatifs aux fondements de la physique. Ainsi, en 1931, dans Die Kausalität in der gegenwärtigen Physik, il cite la réponse de Heisenberg à la question de savoir dans quelle mesure les particules sont réelles ou non : la réponse à cette dernière question, dit Heisenberg, est simplement affaire de goût.
Car dans les systèmes de propositions constitutifs de la physique, il n'est question que des données de l'observation et des régularités qu'elles présentent, et nous formulons des hypothèses et des prédictions sur les occurrences des phénomènes observables. Aussi, que les termes réel ou de non-réel soient appliqués ou non aux données observables, à des constituants hypothétiques ou à tout autre élément des théories, cela n'a, pour autant que le système des propositions est concerné, absolument aucune conséquence : les descriptions en termes de réel ou de non-réel peuvent être négligées sans que le contenu considéré subisse la moindre perte. L'usage de ces termes est une affaire de commodité et de simplicité de l'expression.

## Œuvres
Les œuvres complètes de Schlick sont en cours de parution chez Springer.
- (de) Über die Reﬂexion des Lichtes in einer inhomogenen Schicht. Inaugural-Dissertation zur Erlangung der Doktorwürde genehmigt von der Philosophischen Fakultät der Friedrich-Wilhelms-Universität zu Berlin, Diss. Berlin 1904. 51 p.
- (de) Theoretischer Anhang [zu: Nicolai, Georg Fr., Die Gestalt einer deformierten Manometermembran, experimentell bestimmt], in: Archiv für Anatomie und Physiologie/Physiologische Abteilung, 1907, p. 139-140.
- (de) Lebensweisheit. Versuch einer Glückseligkeitslehre, München: Beck, 1908. VI+341 p.
- (de) ”Das Grundproblem der Ästhetik in entwicklungsgeschichtlicher Beleuchtung“, in: Archiv für die gesamte Psychologie, 14, 1909, p. 102-132.
- (de) ”Die Grenze der naturwissenschaftlichen und philosophischen Begriﬀsbildung“, in: Vierteljahrsschrift für wissenschaftliche Philosophie und Soziologie, 34, 1910, p. 121-142.
- (de) ”Das Wesen der Wahrheit nach der modernen Logik“, in: Vierteljahrsschrift für wissenschaftliche Philosophie und Soziologie, 34, 1910, p. 386-477.
- (de) Recension de Natorp, Paul, Die logischen Grundlagen der exakten Wissenschaften, Leipzig/Berlin: Teubner 1910. In: Vierteljahrsschrift für wissenschaftliche Philosophie und Soziologie, 35, 1911, p. 254-260.
- (de) Raum und Zeit in der gegenwärtigen Physik. Zur Einführung in das Verständnis der allgemeinen Relativitätstheorie, in: Die Naturwissenschaften, 5, 1917, p. 161-167 et 177-186.
- (de) Raum und Zeit in der gegenwärtigen Physik. Zur Einführung in das Verständnis der allgemeinen Relativitätstheorie, Berlin: Springer 1917. IV + 63 p.
- (de) Allgemeine Erkenntnislehre, Berlin 1918
- (de) Vom Sinn des Lebens, 1927
- (de) Fragen der Ethik, Vienne 1930
- (de) Gesammelte Aufsätze 1926-1936, Vienne 1938

### Traductions en français
- Moritz Schlick, « Sur le fondement de la connaissance » (trad. Delphine Chapuis-Schmitz), dans Christian Bonnet et Pierre Wagner (dir.), L'Âge d'or de l'empirisme logique, Gallimard, 2006, p. 415-439
- Moritz Schlick, « La causalité dans la physique contemporaine » (trad. Céline Vautrin), dans Christian Bonnet et Pierre Wagner (dir.), L'Âge d'or de l'empirisme logique, Gallimard, 2006, p. 171-219
- Moritz Schlick (trad. Ernest Vouillemin, préf. Marcel Bol), Les Énoncés scientifiques et la réalité du monde extérieur, Paris, Éditions Hermann, 1934, 53 p.
- Moritz Schlick, « L’École de Vienne et la Philosophie traditionnelle », dans Collectif, Travaux du IXe Congrès International de Philosophie, IV : L'Unité de la science : la méthode et les méthodes, Hermann, 1937, p. 99-107
- Moritz Schlick, Questions d'éthique, Paris, Presses universitaires de France, coll. « Philosophie morale », 2000, 312 p. (ISBN 978-2-13-050792-5)
- Moritz Schlick (trad. Delphine Chapuis-Schmitz, préf. Jean-Jacques Rosat), Formes et contenu : Une introduction à la pensée philosophique, Marseille, France, Éditions Agone, coll. « Banc d'essais », 2003, 178 p. (ISBN 978-2-7489-0015-6, présentation en ligne)
- Moritz Schlick, « Les lois de la nature sont-elles des conventions ? » (trad. Céline Vautrin), dans Christian Bonnet et Pierre Wagner (dir.), L'Âge d'or de l'empirisme logique, Gallimard, 2006, p. 537-548
- Moritz Schlick (trad. Christian Bonnet), Théorie générale de la connaissance, Paris, Éditions Gallimard, coll. « Bibliothèque de philosophie », 2009, 551 p. (ISBN 978-2-07-077185-1)
- Moritz Schlick, L’Avenir de la philosophie, in „Publications in philosophy“, the College of the Pacific, 1932